# سكينة قرشاوي
سكينة قرشاوي (مواليد 26 يناير 1996)، هي لاعبة كرة قدم فرنسية تلعب في مركز الظهير الأيسر في نادي باريس سان جيرمان ومع منتخب فرنسا للسيدات.

## روابط خارجية
- سكينة قرشاوي على موقع الاتحاد الدولي (مؤرشف)  (الإنجليزية)
- سكينة قرشاوي على موقع الاتحاد الأوربي (الإنجليزية)
- سكينة قرشاوي على موقع قاعدة بيانات كرة القدم.إي يو (الإنجليزية)
- سكينة قرشاوي على موقع ليكيب (الفرنسية)
- سكينة قرشاوي على موقع Soccerway.com (الإنجليزية)
- سكينة قرشاوي على موقع اللجنة الأولمبية الدولية (الإنجليزية)
- سكينة قرشاوي على موقع أوليمبيديا (الإنجليزية)
- سكينة قرشاوي على موقع اللجنة الأولمبية الفرنسية (مؤرشف) (الفرنسية)